# アリー・ラーリージャーニー
アリー・アルダシール・ラーリージャーニー（ペルシア語: علی اردشیر آملی لاریجانی、Ali Ardashir Larijani、1958年6月3日 - ）は、イランの政治家、哲学者。イラクのナジャフ出身。現最高指導者顧問、現公益判別会議（公益評議会）議員。2008年から2020年までイラン・イスラーム議会議長をつとめた。日本国外務省は「アリー・ラリジャニ」と表記しており、日本語メディアでは「ラリジャニ国会議長」と表記されることが多い。

## 経歴
1958年6月3日、アーヤトッラーであったミールザー・ハーシェム・アーモリーの息子としてイラク王国ナジャフに生まれる。
1979年、シャリーフ工科大学（数学、計算機科学）卒業。テヘラン大学で1981年に西洋哲学修士号、1983年に西洋哲学博士号を取得した。専門はカント哲学。
イラン革命後はイスラム革命防衛隊参謀本部次長などをつとめたほか、1981年から1982年までイラン・イスラム共和国放送（IRIB）最高業務責任者となっている。
1991年から1993年までイスラム文化指導大臣、1994年から2004年までイラン・イスラム共和国放送（IRIB）総裁、2005年から2007年10月まで国家安全保障最高会議書記をつとめた。また、2005年のイラン大統領選挙に出馬したが、第一回投票で6位に終わっている。
2008年3月に行われたイラン国会議員選挙にゴムの選挙区から出馬し当選、また同年6月国会議長となった。2012年の国会議員選挙でも当選し、議長に選出されている。2016年2月に行われた第10期国会議員選挙でも同じくゴム（定数3）で立候補し当選した。2020年の第11期国会議員選挙には出馬しなかった。同年5月29日最高指導者顧問に任命される。
2021年6月18日の大統領選挙に立候補を届け出たが、監督者評議会（護憲評議会）による資格審査を通らず出馬できなかった。
2024年5月19日にエブラーヒーム・ライースィー大統領がヘリコプター墜落事故で急死したことを受け6月28日に急きょ執行されることとなった大統領選挙に立候補することを5月31日に表明。しかし前回と同様に監督者評議会による資格審査を通らず出馬できなかった。

## 人物
- 保守派だが、マフムード・アフマディーネジャード元大統領とは対立関係にあるとされていた一方、ハサン・ロウハーニー政権が進めた欧米諸国との核合意については支持を与えてきた[7]。
- 兄モハンマド＝ジャヴァードは、司法権人権本部書記、最高指導者最高顧問、弟のサーデグは専門家会議議員、前司法府長官である。岳父は宗教指導者、学者のモルタザー・モタッハリー。
- 何度か訪日している。広島や長崎に訪問しているほか、明治神宮に参拝したことがある[10]。2010年の長崎来訪の際は、長崎原爆資料館を見学、同資料館について「米国が起こした戦争犯罪を世界に知らしめるという意味で意義深く価値がある」と指摘、「世界に一つでも核爆弾が存在すれば全人類の脅威。あらゆる大量破壊兵器は禁止されるべきだ」と述べた。また田上富久市長に対して、イランが核兵器製造を行わないことを伝えた[11]。